# SŽD-Baureihe Ф
Die Lokomotiven der Baureihe Ф (deutsche Transkription F) der Sowjetischen Eisenbahnen (SŽD) waren breitspurige Elektrolokomotiven für den gemischten Verkehr.

## Geschichte
Die Elektrolokomotiven der Reihe Ф (F) wurden 1959/60 von dem französischen Hersteller Alsthom in drei verschiedenen Versionen gebaut. Von ihrem Aufbau her entsprechen sie der Reihe 7100 der SNCF. Neben der Anpassung der Drehgestelle an die breitere Spurweite musste der Bodenrahmen für den Einbau der SA-3-Mittelpufferkupplung vorgeschuht werden. Wegen der höheren Fahrdrahtlage mussten die Stromabnehmer durch Dachaufbauten angehoben werden. Die Funktionstüchtigkeit sollte in dem Temperaturbereich von −50 bis +40 °C gewährleistet sein und die Erfahrungen mit der SŽD-Baureihe ВЛ60 waren zu berücksichtigen. Sie wurden als Variante Ф für den Güterzugdienst mit 100 km/h Höchstgeschwindigkeit in 30 Exemplaren, als Variante ФР (FR) für den Güterzugdienst mit elektrischer Widerstandsbremse in 10 Exemplaren und als Variante ФП (FP) für den Personenzugdienst mit 160 km/h gebaut.
Vor dem Bau der Lokomotiven wurden an den Ursprungsmaschinen umfangreiche Versuche durchgeführt, die sich besonders auf das Verhalten der elektrischen und mechanischen Ausrüstung bei Temperaturen bis −60 °C bezogen. Nach Fertigstellung der ersten Lokomotive wurden umfangreiche Untersuchungen auf dem Streckennetz der SNCF durchgeführt.
Der Betriebseinsatz auf dem Streckennetz der SŽD zeigte, dass trotz des großen Aufwandes die Störanfälligkeit höher war als bei den Lokomotiven der Elektrolokomotivenfabrik Nowotscherkassk. In den 1970er Jahren wurden sie von Quecksilberdampf- auf Siliziumgleichrichter umgerüstet und neu als Baureihe ФК (FK) geführt. Sie waren bis 1987 bei der Krasnojarsker Eisenbahn im Einsatz.
Die ФК 07 befindet sich im Russischen Eisenbahnmuseum Sankt Petersburg.